# Cook Up a Storm
Cook Up a Storm (em chinês: 决战食神),(em portugues: Cozinhando loucamente), é um filme honconguês de 2017, dirigido por Raymond Yip e estrelado por Nicholas Tse, Jung Yong-hwa, Ge You e Tiffany Tang. Foi lançado na China, em 10 de fevereiro de 2017.

## Elenco
- Nicholas Tse
- Jung Yong-hwa
- Ge You
- Tiffany Tang
- Michelle Bai
- Du Haitao
- Wang Terry
- Jim Chim
- Ocean Hai
- Anthony Wong